# Władimir Puriszkiewicz
Władimir Mitrofanowicz Puriszkiewicz (ros. Владимир Митрофанович Пуришкевич; ur. 12 sierpnia?/24 sierpnia 1870 w Kiszyniowie, zm. 1 lutego 1920 w Noworosyjsku) – rosyjski konserwatywno-nacjonalistyczny działacz polityczny, współtwórca Związku Narodu Rosyjskiego i założyciel Rosyjskiego Związku Narodowego pod wezwaniem Michała Archanioła, deputowany do Dumy II, III i IV kadencji. Autor wspomnień.

## Życiorys
Urodził się w Kiszyniowie. Ojciec był synem prawosławnego duchownego. Po rodzicach Władimir Puriszkiewicz odziedziczył znaczny majątek ziemski – 1600 dziesięcin.
W 1895 ukończył z wyróżnieniem studia na wydziale historyczno-filologicznym Uniwersytetu Noworosyjskiego (w Odessie). Karierę polityczną rozpoczął jako działacz ziemstwa w rodzinnej guberni besarabskiej, następnie został zatrudniony w Ministerstwie Spraw Wewnętrznych. Od 1904 był urzędnikiem do specjalnych poruczeń przy gabinecie Wiaczesława Plehwe, w randze radcy stanu. Należał do Rosyjskiego Zebrania i kilkakrotnie był wybierany do organów kierowniczych organizacji. Jesienią 1905 razem z Aleksandrem Dubrowinem założył monarchistyczny, nacjonalistyczny Związek Narodu Rosyjskiego. W 1908, gdy w organizacji doszło do rozłamu wskutek jego konfliktu z Dubrowinem o władzę w Związku, stanął na czele Związku Michała Archanioła.
W 1906 został wybrany na deputowanego do Dumy Państwowej II kadencji z guberni besarabskiej. Mandat z tej samej guberni uzyskał również w wyborach do Dumy III kadencji, zaś w IV kadencji reprezentował gubernię kurską. Zaliczał się do liderów prawicowych deputowanych Dumy, był znakomitym mówcą.
Po wybuchu I wojny światowej demonstracyjnie ogłosił przerwanie działalności politycznej i wyjechał na front w charakterze członka oddziału sanitarnego. Następnie sam zorganizował drugi taki oddział i stał na jego czele do końca działań bojowych. Porzucił dawne poglądy germanofilskie, stając się anglofilem. Wzywał cara Mikołaja II do zdecydowanej rozprawy z działającymi w Rosji rewolucjonistami, zaś organizacje monarchistyczne – do zawieszenia dotychczasowej działalności na rzecz skupienia się na wspieraniu wysiłku wojennego.

Puryszkiewicz zmienił się w pewnym sensie po wybuchu wojny, nieraz krytykował poczynania rządu, czasem przyznawał rację nawet przedstawicielom lewicy, nie zatracił tylko jednego: ironii i sarkazmu, którymi przepojone były wszystkie jego przemówienia, aż do granicy błazeństwa. Chętnie go słuchano i czekano ze zniecierpliwieniem, kiedy znowu wystąpi

Wziął udział w zabójstwie Rasputina, jakiego dokonał razem z księciem Feliksem Jusupowem i wielkim księciem Dymitrem Pawłowiczem Romanowem. Na udział w zamachu na Rasputina zdecydował się przekonany, że jedynie w ten sposób może ocalić rosyjską monarchię przed ostatecznym upadkiem. Rasputina i jego wpływ na rząd krytykował już wcześniej w Dumie. Chociaż formalnie pozostawał deputowanym prawicowym, wspierającym rząd, w rzeczywistości jego wystąpienia wpisywały się w jego krytykę. Z tego powodu w grudniu 1916 został wykreślony ze Związku Narodu Rosyjskiego.
Negatywnie odniósł się zarówno do rewolucji lutowej, jak i październikowej, po której założył złożoną z oficerów organizację mającą walczyć o restaurację caratu. Jeszcze w listopadzie 1917 został aresztowany w Piotrogrodzie przez Czekę, jednak zwolniono go, by umożliwić mu opiekę nad chorym synem, po złożeniu przez niego obietnicy rezygnacji z działalności partyjnej. Udał się na południe kraju, na teren zajęty przez armię gen. Denikina. W 1919 podjął wydawanie pisma prawosławno-narodowego „Błagowiest”. Zmarł w Noworosyjsku na tyfus. Jego pogrzeb prowadził biskup Eulogiusz (Gieorgijewski), także związany politycznie z rosyjską prawicą konserwatywną, a następnie z ruchem Białych.
Autor wierszy satyrycznych i epigramatów, które publikował pod pseudonimami Wsiewołod Nieznamow, W. Czarski, W. Kiewlicz i Pawieł Dupienski.